# ستيفان دبليو. كوخ
ستيفان دبليو. كوش (بالألمانية: Stephan W. Koch)‏ هو فيزيائي ألماني، ولد في 23 مايو 1953 في فرانكفورت في ألمانيا.